# 劉旦
劉 旦（りゅう たん　? - 紀元前80年）は、前漢の皇族。燕王（在位30年）。諡号は剌（らつ）。長兄は劉拠、次兄は斉懐王劉閎。同母弟は広陵厲王劉胥。異母弟は昌邑哀王劉髆・昭帝。子に広陽頃王劉建らがいる。

## 生涯
武帝の三男。生母の李姫（李夫人とは別人）は2人の男子を産んだが、武帝の寵愛は薄く憂死した。
博学で、天文や狩猟などを好み、遊説の士を好んで招いていた。紀元前117年（元狩6年）、燕王に封じられる。皇太子劉拠が叛乱を起こして死に、当時彼が武帝の子で最年長だったため、｢自分が父君の最年長の子だから、漢の太子になるのは当然である｣と考え、父の武帝に自分が長安で警護の任に就くことを求めた。だが武帝は激怒してそれを伝えた使者を獄に下し、燕王が亡命者を匿った罪を理由に燕国の領土のうちの良郷・安次・文安の3県を没収した。武帝は燕王を良く思わず、末子（昭帝）を後継者とした。
武帝が崩御して昭帝が即位した時、昭帝は諸侯王に文書を送った。すると燕王は「この文書の封印は小さい。長安で何か事件があったのではないか」と言い、寵臣を使者として長安の様子を探らせると、皇帝が離宮で崩御され、将軍たちが幼い太子を即位させたのだ、との証言を得た。燕王はますます怪しみ、「孝武皇帝は大きな功績と徳がおありでしたので、全国に廟を立ててはいかがでしょうか」と上奏し、様子を伺った。すると権力を握る大司馬大将軍の霍光は燕王に銭3,000万を贈り、13,000戸を増封して懐柔しようとした。燕王は「私が皇帝になるべきなのだから、そんなものはいらない」と怒り、中山靖王劉勝の孫の劉長・斉孝王劉将閭の孫の劉沢らとクーデターを目論んで、政務を執ることを許されたと偽り、軍備を整えはじめた。
燕王は紀元前88年（後元元年）、「今の皇帝は武帝の子ではない」と言い、狩猟を名目に軍事演習を行い、謀反を起こそうとした。しかし、青州刺史の雋不疑が事前に察知して、劉長らを逮捕して峻烈に取り調べた。叛乱の首謀者として嫌疑は燕王にもかかったが、皇帝の兄ということで皇帝の命令により咎めはなく、劉長・劉沢らだけを処刑した。
歳月は流れて紀元前80年（元鳳元年）、左将軍の上官桀は霍光と仲違いして燕王に近づいて来た。また、燕王の同母姉の鄂邑公主（武帝の娘）は蓋侯王充（武帝の母の兄の王信の末子）の妻で、末弟の昭帝を養育していた。だがその鄂邑公主が河間の人である丁外人と浮気をして、彼女はその情夫の丁外人を列侯にすべく霍光に頼んでいた。だが霍光は承諾しなかったため大いに気分を害した鄂邑公主は霍光に敵愾心を見せて、上官桀・上官安（驃騎将軍）父子に近づいた。また霍光に不満を持った御史大夫の桑弘羊を誘い、燕王の下に集結して、霍光に対するクーデターの準備をした。燕王は「姦臣（霍光を指す）がクーデターを起こそうとしているので、私が長安を警護いたしましょう」と上奏し、上官桀らは霍光が休暇で不在の隙に皇帝に見せ、裁可させようとした。だが昭帝は偽りを見抜き、裁可しようとしなかったために企みは失敗した。鄂邑公主の侍女の父の燕倉が叛乱計画を通報し、彼の証言から、直ちに燕王一味を逮捕した。こうして、姉の蓋公主は賜死、上官父子・桑弘羊・丁外人らは処刑された。燕王は失敗を知ると印綬で首を吊り自殺した。また、燕王の正室以下の女性たちも、20名あまりが殉死した。燕国の領土は皇帝の直轄地となり、燕王の嫡子は特に許されて庶人とされた。
しかし数年後、霍光は燕王の劉旦に剌王の諡号を送り、その嗣子であった劉建を燕王から改称して新たに広陽王に封じた。この広陽王家は、頃王劉建の子の穆王劉舜・思王劉璜父子の代を経て、劉璜の子の広陽王劉嘉は、新の王莽の簒奪の際に王莽即位を暗示する証拠を献上した功績によって、廃位されずに扶美侯と王氏の姓を下賜された。三国時代の魏の曹叡の臨終に立ち会い、補佐の人選を行った劉放は、劉旦の末裔にあたる。

## 子
- 広陽頃王 劉建
- 安定戻侯 劉賢
- 新昌節侯 劉慶